# Traditi humilitati nostrae
Traditi humilitati nostrae (o simplemente Traditi humilitati) es una encíclica del papa Pío VIII publicada el 24 de mayo de 1829; es la única encíclica de su pontificado, lanzando un ataque directo contra los que denomina enemigos del estado y la iglesia.
En este documento, el papa se refiere a los innumerables errores que se propagan abiertamente y que socavan la religión, haciendo mención indirecta a la francmasonería, siendo citado por diversos autores como una de las primeras publicaciones antimasónicas de la Iglesia católica debido a que condenaba a todos aquellos que pensaban que el "portal de la eterna salvación estaba abierto a todos", independientemente de su religión. El documento siguiente de Pío VIII fue el breve In supremi apostolatus.